# Класическа музика
Класическата музика е художествена музика в традицията на европейското изкуство, включително църковна и светска музика.
Възникнала в Западна Европа през средните векове, класическата музика се дели на периоди: средни векове (500 – 1400), ренесанс (1400 – 1600), барок (1600 – 1750), класически (1750 – 1820), романтизъм (1800 – 1910), модернизъм (1890 – 1975) и постмодернистски/съвременен (1950 – настояще) периоди. Тези периоди и техните дати са приблизителни обобщения. Европейската музика се отличава до голяма степен от много други неевропейски форми и популярната музика чрез система от музикална нотация, която се използва от около XVI век. Западната нотация се използва от композиторите да предпишат на изпълнителя на музикален тон, темпо, неравноделен размер, индивидуални ритми и точното изпълнение на музиката. Това оставя малко място за такива практики като импровизация и орнаментация, които често се чуват в неевропейското музикално изкуство и популярна музика.
Терминът класическа музика се появява едва в началото на XIX век, в опит да се „канонизира“ периода от Йохан Себастиан Бах до Лудвиг ван Бетовен като златен период по аналогия със златната ера на скулптурата, архитектурата и изкуството от класическата античност (от която пряко не е запазена следа в историята на музиката). Най-ранните сведения за използване на термина класическа музика се среща в оксфордския речник от около 1836 година. Въпреки това под термина „класическа музика“ се разбира най-често периодът от Карл Филип Емануел Бах до Бетовен, т.е. 1730 – 1820 година, музиката от времето на класицизма.
В наши дни под класическа музика се разбира всичко, което е създадено в традициите на класическите изпълнения и коренно се противопоставя на популярната музика.

## Характеристики

### Инструменти
Инструментите, използвани в класическата музика до голяма степен са изобретени преди средата на XIX век (в повечето случаи много по-рано), и шифровани в XVIII и XIX век. Те се състоят от инструментите на оркестъра, заедно с няколко други солови инструменти (като пиано, чембало и орган). Симфоничният оркестър е най-широко известната среда за класическа музика. Той включва струнни, дървени духови, медни духови и ударни инструменти.
Електрически инструменти като електрическа китара се появяват от време на време в класическата музика на XX и XXI век. Класическите музиканти, както и музикантите в популярната музика експериментират през последните десетилетия с електронни инструменти като синтезатор, електрически и цифрови методи, като използването на компютърно генерирани звуци и звуците на инструменти от други култури.
Нито един от басовите инструменти не съществува до Възраждането. В средновековната музика инструментите са разделени в две категории: музикални инструменти за използване на открито или в църквата, и по-тихи инструменти за вътрешна употреба. Бароковият оркестър се състои от флейти, обои, валдхорни и цигулки, от време на време тромпети и тимпани. Много инструменти, които са свързани днес с популярната музика, имат важна роля в началото на класическата музика, като гайди, вихуели, органиструми и някои духови инструменти. От друга страна инструменти като акустична китара, която се свързва предимно с популярната музика, са придобили известност в класическата музика през XIX и XX век.
Докато равномерната темперация постепенно се приема като доминираща музикална темперация по време на XIX век, различни исторически темперации често се използват в по-ранни периоди. Например музиката на английския Ренесанс често се извършва в среднотонова темперация. Клавишните инструменти почти всички имат общо оформление (често наричано пиано клавиатура).

### Аудитория
Класическата музика често се възприема като отразяваща някои аспекти на висшето общество. Обаче традиционното схващане, че само най-висшата класа в обществото има достъп до и разбира и може да оцени класическата музика, или дори че класическата музика представлява музика на висшата класа, не може да бъде вярно, като се има предвид, че много от класическите музиканти попадат някъде в средната класа в Съединените щати, а и аудиторията на класическите концерти и купувачите на CD не са непременно висша класа. Дори в класическата епоха, Моцарт например е популярен сред широката общественост.
Класическата музика редовно е заимствана в поп културата, формираща фона на музиката за филми, телевизионни програми и реклами. В резултат повечето хора в Западния свят редовно и често несъзнателно слушат класическа музика. В по-ново време асоциацията на някои класически парчета с големи спортни или други събития довежда до засилен интерес към класическите жанрове. Такива събития често спомагат за увеличаване на публиката на класически концерти, което се наблюдава в последно време.

## История и периодизация

### Антична музика
Корените на западната класическа музика лежат в началото на християнската литургична музика и нейното влияние датира от Древна Гърция. Развитието на отделните тонове и скали е направено от древните гърци като Аристоксен и Питагор. Питагор създава система за настройване и помага да се закодират музикални ноти. Древногръцки инструменти, като например авлосът (тръстиков инструмент) и лирата (струнен инструмент, подобен на малка арфа), в крайна сметка довеждат до съвременните инструменти на класическия оркестър. Много малко музика оцелява от това време, предимно от Древна Гърция.

### Средновековна музика
Ранният период включва средновековната и ренесансова музика. Средновековната музика е европейската музика по време на Средните векове, по-специално периода между падането на Римската империя (476 г.) и XV век. Установяването на края на Средновековието и започването на Ренесанса е относително произволно. Счита се, че Ренесансът е грубо между 1400 и 1600 година.
Монофоничното песнопение и григорианско църковно пеене са доминиращата форма в музикаата до около 1100 година. Полифоничната музика, разработена на основата на монофоничното песнопение през късното Средновековие и ранния Ренесанс започва да се появява по-късно.
Типични струнни инструменти от ранния период са арфа, лютня, виела и псалтир, а духовите инструменти, които са включени са флейта, шалмай (ранен еквивалент на обой), тромпет и гайда. По-късно, ранните версии на клавишни инструменти, като клавикорд и клавесин, започват да се появяват.
Средновековната музика се състои от песни, инструментални изпълнения и литургична музика. Това е епохата на западната музика, включваща и църковната музика, известна като свещена музика, и светската, нерелигиозна музика. Средновековната музика включва както само вокална музика, като грегорианското пеене и хоровата музика, така и само инструментална музика и също така музика, която съчетава гласове и инструменти. Грегорианските песнопения са изпявани от монаси по време на литургии в католическите църкви. Установяването на края на средновековната епоха и началото на епохата на Възраждането е трудно, тъй като тенденциите започват в различно време в различни региони.

### Ренесансова музика
Ренесансовата музика е вокална и инструментална музика, написана и изпълнявана в Европа през епохата на Възраждането, в периода между 1400 и 1600 година. Този период се характеризира с по-широко използване на музикални инструменти, множествено преплитане на мелодични линии и използването на медни музикални инструменти. Както и в другите изкуства, музиката на този период е значително повлияна от развитията, които определят ранно-модерния период: възхода на хуманистичното мислене, възстановяването на литературното и художествено наследство на Древна Гърция и Древен Рим, засилване на иновациите и откривателството, растежа на търговските предприятия, възхода на буржоазна класа и протестантската реформация.
С нарастващото значение на битовите танци и изисканите светски жанрове ярко приложение намира необичайно сложното майсторство на полифониците и тяхната виртуозна техника. През XV век се формира полифонията на т.нар. „строго писмо“ – „cantus firmus“. Ренесансовата музика се развива в епоха, в която изкуството е приоритет, а творците се обръщат към античните традиции и форми. Настъпват съществени изменения в музикалната култура. Появяват се нови влиятелни творчески школи с водещи представители композиторите Франческо Ландини (XIV век), Гийом Дюфе и Йоханес Окегем (XV век), Жоскен Депре (XVI век).
Музиката все повече се освобождава от средновековните ограничения, по-голямо разнообразие е разрешено в обхват, ритъм, хармония, форма и нотация. От друга страна правилата на контрапунктурата стават по-ограничени, особено по отношение на дисонанса. Музиката се превръща в средство за лично изразяване. Популярни светски форми като шансон и мадригал се разпространяват в цяла Европа. Дворците наемат виртуозни изпълнители, както певци, така и инструменталисти.

### Барокова музика
Бароковата музика се появява в края на Възраждането и предшества класическата музика. Думата „барок“ се предполага, че идва от португалската „perola barroca“ – перла или морска черупка с изящна форма. Изящните изкуства и архитектурата на този период се характеризират с много сложни форми, помпозност и динамика. По-късно същата дума започва да се прилага и към музиката.
Техниките на писане и изпълнение по време на бароковия период стават неразделна и значителна част от класическия музикален канон. Творбите от това време раждат фугите на Йохан Себастиан Бах, хор Алелуя от ораторията Месията от Георг Фридрих Хендел, Четирите годишни времена на Антонио Вивалди и мадригалите на Клаудио Монтеверди. Музикалният орнамент става доста сложен, музикалната нотация се променя много, методите за свирене на инструменти се развиват. Обхватът на жанровете се разширява, сложността на изпълнението на музикалните произведения се увеличава, появява се операта. Голям брой музикални термини и понятия от епохата на барока все още се използват.

### Класицизъм
Терминът класическа музика има две значения: по-широкото значение включва цялата западна художествена музика от Средновековието до 2000 г., а специфичното значение се отнася до художествената музика от 1750-те до началото на 1820-те години – периодът на Волфганг Амадеус Моцарт, Йозеф Хайдн и Лудвиг ван Бетовен, между барока и романтизма. Класическите музиканти от епохата продължават да използват много инструменти от бароковата епоха, като виолончело, контрабас, тимпани, тромбон, фортепиано (предшественик на съвременното пиано) и орган. Докато някои барокови инструменти не се използват повече, много барокови инструменти претърпяват модификации, които все още се използват, като бароковата цигулка, бароковият обой и бароковият тромпет. През класическата епоха струнните инструменти, използвани в оркестъра и камерната музика, като струнни квартети, са стандартизирани с четирите инструмента, които оформят оркестъра: цигулка, виола, виолончело и контрабас. Инструментите с нажежена барокова епоха, като скупчени, поклонени виоли, бяха прекратени. Сред духовите инструменти са басът, кларинетът, шалюмо, флейтата, обой и фагот. Сред клавишните инструменти, клавесинът все още се използва в 1750-те и 1760-те, но той изпадна от употреба в края на века и е изместен от пианото. Симфонията се обособява като самостоятелна музикална форма. В любима форма на епохата се превръщат концертите за пиано и оркестър. Операта продължава да се развива, с регионалните стилове в Италия, Франция и немскоговорещите страни. Нараства популярността на опера-буфа. От поредица от арии напълно се трансформират в композициите на Моцарт и Глук.

### Музика на романтизма
Ерата на музиката на романтизма се дефинира като период от европейската класическа музика между ранните години на XIX век до първото десетилетие на XX век.
Периодът на романтизма се предхожда от този на класицизма и е последван от модерния период. На преден план се поставя песента, оперният жанр и се въвеждат разнообразни теми в инструменталната музика. Известни представители на този период са Франц Шуберт, Фредерик Шопен, Роберт Шуман, Ференц Лист, Ектор Берлиоз и Феликс Менделсон Бартолди.
Романтизмът донася нови теми и образи в музиката: самотата на човека, странстването по света, конфликта „човек – действителност“, решен като бягство сред природата, бягство в съня и фантазиите. Повишава се интереса към фолклора, към старинните митове, легенди, предания, приказната тематика и история. В музиката преобладават лиричните произведения, творбите придобиват характер на интимна изповед. За разлика от епохата на просвещението при романтизма водещи са чувствата, а не разумът.
Основен жанр става вокалната миниатюра – песен, балада и клавирната миниатюра.
В романтизма се „счупват“ идеите на класицизма. Технически развития в пианото осъществяват главно Ференц Лист, Фредерик Шопен, а в цигулката – Николо Паганини, Пабло де Сарасате, Хенрик Виенявски.

### Музика на модернизма
В музиката модернизмът е философска и естетическа позиция, която е в основата на периода на промяна и развитие на музикалния език, настъпил около началото на XX век, период на разнообразни предизвикателства и интерпретации на по-стари категории музика, иновации, които довеждат до нови начини на организиране и приближаване до хармоничните, мелодични, звукови и ритмични аспекти на музиката, както и промени в естетическия светоглед, в тясна връзка с периода на модернизма в изкуствата. Ключовата дума, която най-много се свързва с музиката от този период, е новаторство. Водещата черта е многообразието, което означава, че нито един музикален жанр не е в доминираща позиция.
Модернизмът в музиката се характеризира с повишен интерес към напредък в сферата на съвременната култура, наука и технологии, както и позитивни възгледи за урбанизацията и много явления на масовата култура, въпреки че естетиката на музикалния модернизъм отразява не само творческия ентусиазъм, но и социалното безпокойство.

### Музика на постмодернизма
Постмодерната музика е музика на постмодерната ера или музика, която следва естетическите и философски тенденции на постмодернизма. Както подсказва името, постмодерното движение се формира отчасти в отговор на модернизма. Въпреки това, постмодерната музика все още не се дефинира в опозиция на модернистичната музика. Характеризира се с различни музикални стилове и жанрове, но независимо от това е зрелищна.
Тя не е отделен музикален стил, а по-скоро се отнася до музиката на постмодерната епоха. Представителите на тази епоха поставят под въпрос строгите определения и категории на академичните дисциплини, които се считат за остатъци от периода на модернизма.

### Съвременна класическа музика
Под съвременна класическа музика може да се разбира музика, която принадлежи към периода от средата на 1970-те до началото на 1990-те години, който включва модернистична, постмодернистична, неоромантична и плуралистична (еклектична) музика. Въпреки това терминът може да се използва и в по-широк смисъл – като всички музикални форми след 1945 г.
В началото на ХХ век композиторите на класическа музика експериментират с все по-дисонантен тон. Някои композитори възприемат неокласическия стил, който се опитва да възстанови балансираните форми и ясно осезаемите тематични процеси на по-ранните стилове. След Втората световна война модернистичните композитори се стремят да постигнат по-големи нива на контрол в своя композиционен процес. В същото време други композитори експериментират с изоставяне на контрола. Технологичният напредък довежда до раждането на електронната музика. Други композитори започват да изследват театралния потенциал на музикалното представление. Всяка година Бостънската консерватория в Бъркли представя 700 спектакъла. Новите творби на студентите по съвременна класическа музика включват около 150 от тези изпълнения.
Между 1975 и 1990 г. се случва промяна в парадигмата на компютърните технологии, което прави електронните музикални системи широко достъпни. Личният компютър се превръща в основен компонент на оборудването на електронния музикант, замествайки аналоговите синтезатори и изпълнявайки традиционните функции на композиция, синтез и звукова обработка, аудиовход и контрол върху външното оборудване.